# Gundersheim
Gundersheim è un comune di 1 574 abitanti della Renania-Palatinato, in Germania.
Appartiene al circondario (Landkreis) di Alzey-Worms (targa AZ) ed è parte della comunità amministrativa (Verbandsgemeinde) di Wonnegau.